# Фріц Зенн
Фріц Зенн (нім. Fritz Senn; нар. 1 січня 1928, Базель, Базель-Штадт, Швейцарія) — швейцарський редактор і літературознавець, фахівець із творчості Джеймса Джойса.

## Біографія

### Ранні роки. Видавнича робота
Народився в Базелі, але з 1933 року ріс у Цюриху. Походив зі скромної родини: його батько був підсобним робітником, мати — прибиральницею. 1947 року склав іспит на атестат зрілості в цюрихській Оберреальшуле (нім. Oberrealschule Zürich; нині — Гімназія математики і природничих наук Кантональної школи Ремібюль, нім. MNG Rämibühl Mathematisch-Naturwissenschaftliches Gymnasium). Вивчав англійську мову в Цюрихському університеті, де викладач Генріх Штрауманн (нім. Heinrich Straumann) звернув його увагу на прозу Джеймса Джойса. Через сімейні причини не зміг завершити навчання. Довгі роки працював коректором у друкарні, потім з 1976 до 1982 року — редактором у цюрихському видавництві Diogenes («Діоген»).

### Внесок у джойсознавство
Крім професійної діяльності, з початку 1950-х років самостійно вивчав творчість Джойса. 1962 року спільно з австралійсько-британським істориком і літературознавцем Клайвом Гартом заснував журнал A Wake Newslitter, що став платформою для професійного листування дослідників останнього, найскладнішого експериментального роману Джойса «Поминки за Фіннеганом». З 1963 по 1985 рік був європейським редактором журналу James Joyce Quarterly, що видавався Університетом Талси (США). 1967 року в науковому партнерстві з американськими літературознавцями Бернард Бенсток і Томасом Ф. Стейлі заснував Міжнародний симпозіум із Джеймса Джойса (англ. International James Joyce Symposium), який згодом проводив конференції кожні два роки. Укладач (спільно з німецьким літературознавцем і перекладачем Клаусом Райхертом) семитомного Франкфуртського зібрання творів Джойса (нім. Frankfurter James Joyce-Ausgabe), випущеного видавництвом Suhrkamp у 1969—1981 роках. З 1977 по 1982 рік — президент Міжнародного фонду Джеймса Джойса (англ. International James Joyce Foundation).
1982 року через сварку його безпосереднього начальника Герда Гаффманса (нім. Gerd Haffmanns) з керівництвом «Діогена» був змушений звільнитися з видавництва. З 1983 до 1985 року працював неповний робочий день на низькооплачуваній посаді редактора в новоствореному видавництві Haffmans. Для запобігання розпродажу цінної колекції та бібліотеки, зібраних Зенном за роки занять Джойсом, 1985 року за підтримки Спілки швейцарських банків (нім. Schweizerische Bankgesellschaft, SBG, із 1998 року — UBS) та кантона Цюрих було засновано Цюрихський фонд Джеймса Джойса — нині найбільший у Європі тематичний архів, сховище документів, спеціалізовану бібліотеку, літературний музей і місце зустрічей дослідників і читацьких груп. Директором Фонду того ж року був призначений сам Зенн, який беззмінно пропрацював на цій посаді до 2022 року.

### Наукова кар'єра
Паралельно з видавничою та дослідницькою діяльністю Фріц Зенн протягом багатьох років працював ад'юнкт-професором на кафедрі англійської мови Цюрихського університету, де читав вступний курс з роману Джойса «Улісс». У різні роки був запрошеним професором в Університеті штату Нью-Йорк у Буффало, Університеті штату Огайо, Гавайському, Делаверському та Індіанському університетах (США). З 1996 до 2017 року входив до складу експертного журі гранту Асоціації перекладачів Цуга.
Поза традиційним колом наукових занять розвиває засновані ним самим напівпародійні «дисципліни»: охлокінетику (нім. Ochlokinetik) — «веселу науку про людину як істоту, яка принципово стоїть на шляху в інших людей» (нім. fröhlichen Wissenschaft vom Menschen als einem Wesen, das den anderen grundsätzlich im Weg steht) — і тихоматику (нім. Tychomatik): «знання про суверенні махінації долі не на мою користь» (нім. Kunde vom souveränen Fummeln des Schicksals zu meinen Ungunsten).

## Наукові ступені
- Почесний доктор Кельнського університету (1972)
- Почесний доктор Цюрихського університету (1988)
- Почесний доктор Університетського коледжу Дубліна (2004)[14]

## Нагороди та премії
- Премія Фонду Макса Гайлінгера[de] (1972)
- Премія міста Цюриха імені Йоганна Якоба Бодмера (1998)
- Почесна золота медаль кантону Цюрих (2009)[15]
- Премія Цюрихського фестивалю[de] (2014)[16]
- Нагорода за видатні заслуги в ірландському зарубіжжі[en] (2023)[17]

### Основні роботи
- Senn, Fritz. Joyce’s dislocutions : Essays on reading as translation / J. P. Riquelme (ed.). — Балтимор : Johns Hopkins University Press, 1984. — ISBN 0801831350.
- Senn, Fritz. Nichts gegen Joyce. Joyce versus Nothing : Aufsätze 1959—1983 / Franz Cavigelli (Hrsg.). — Zürich : Haffmans Verlag, 1984. — ISBN 978-3-251-01110-0.
- Senn, Fritz. Inductive Scrutinies : Focus on Joyce / Christine O’Neill (ed.). — Дублін : Lilliput Press, 1995.
- Senn, Fritz. Nicht nur Nichts gegen Joyce : Aufsätze über Joyce und die Welt. 1969—1999 / Friedhelm Rathjen[de] (Hrsg.). — Zürich : Haffmans Verlag, 1999.
- Senn, Fritz. Joycean Murmoirs : Fritz Senn on James Joyce / Christine O’Neill (ed.). — Dublin : Lilliput Press, 2007. — ISBN 978-1-84351-125-0.
  - Senn, Fritz. Zerrinnerungen : Fritz Senn zu James Joyce / Christine O’Neill (ed.) ; aus dem Englischen von Fritz Senn. — Zürich : Verlag Neue Zürcher Zeitung, 2007. — ISBN 978-3-03823-366-4.
- Senn, Fritz. Noch mehr über Joyce : Streiflichter. — Frankfurt am Main : Schöffling & Co., 2012. — ISBN 978-3-89561-333-3.
- Senn, Fritz. Ulysses Polytropos : Essays on James Joyce’s Ulysses by Fritz Senn / Frances Ilmberger (ed.). — Leiden ; Boston : Brill Academic Pub, 2022. — ISBN 978-90-04-51670-0.

### Редактор
- James Joyce Werke : Frankfurter Ausgabe in sieben Bänden / Fritz Senn, Klaus Reichert (Hrsg.). — Frankfurt am Main : Suhrkamp Verlag, 1969—1981.
- A Conceptual Guide to Finnegans Wake / Fritz Senn, Michael H. Begnal (eds.). — University Park : Pennsylvania State University Press, 1974. — ISBN 978-0-271-01132-5.
- Materialien zu James Joyces Ein Porträt des Künstlers als junger Mann / Fritz Senn, Klaus Reichert (Hrsg.). — Frankfurt am Main : Suhrkamp Verlag, 1975. — ISBN 978-3-518-00776-1.
- Das James Joyce Lesebuch / Fritz Senn (Hrsg.). — Zürich : Diogenes Verlag, 1979.
- «Die feine Art sich Feinde zu machen.» James Abbott McNeill Whistler im Streit mit Oscar Wilde & G.K.Chesterton. — Zürich : Haffmans Verlag, 1984. — In Szene gesetzt und übersetzt von Fritz Senn.
  - [Ditto]. — Leipzig : Reclam, 2013. — ISBN 978-3-86150-613-3.
- Finnegans Wake Deutsch : Gesammelte Annäherungen / Fritz Senn, Klaus Reichert (Hrsg.). — Frankfurt am Main : Suhrkamp Verlag, 1989. — ISBN 978-3-518-11524-4.

### Про Фріца Зенна
- A Collideorscape of Joyce : Festschrift[de] for Fritz Senn / Ruth Frehner, Ursula Zeller (Hrsg.). — Dublin : Lilliput Press, 1998. — ISBN 1-901866-10-6.

## Фільмографія
- The Joycean Society : video, color, 53' / Directed by Dora García[en] ; Introduced by Aaron Schuster. — Belgium, 2013.